# Charles Dupin

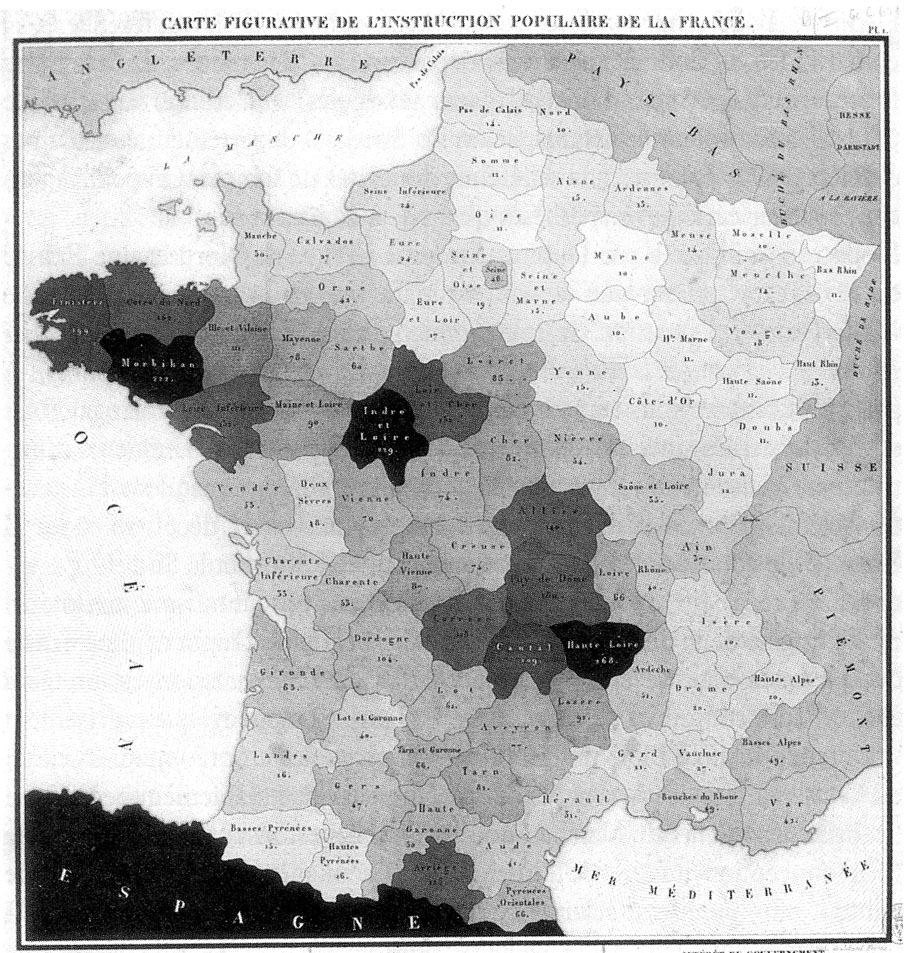
Mapa coroplètic de França (1826): Com més fosca esta pintada la regió, més alta és la seva taxa d'analfabetisme.

Charles Dupin   (Varzy, 6 d'octubre de 1784 - París, 18 de gener de 1873) va ser un enginyer, polític, economista i matemàtic francès que va destacar especialment en el camp de l'estadística, per haver creat l'any 1826 el primer mapa coroplètic conegut.

## Vida i obra
Fill d'un advocat va ser educat al comtat de Nivernais (aproximadament l'actual departament de Nièvre, que abans de la Revolució Francesa no estava sota domini real). El seu germà gran, André (1783-1865), també va ser un advocat i polític de molt prestigi. Charles Dupin va ser escolaritzat per clergues a Menou i a Orleans, abans d'anar a París el 1801 per estudiar a l'École polytechnique.
Va ser alumne de Gaspard Monge al polytechnique i el 1803 va ingressar al cos d'enginyers navals militars. Fins al 1819, va estar destinat a diferents ports i arsenals supervisant la construcció i el manteniment dels edificis militars: Boulogne-sur-Mer, Anvers, Gènova, Toló, Corfú (on va fundar l'Acadèmia Jònica), Dunkerque i An Oriant.
Des de 1819 al 1854 va ser professor al CNAM i el 1822 va ser elegit membre de la Reial Acadèmia Sueca de Ciències.
Va ser cèlebre pel fet de redactar l'any 1826 un mapa acolorit del nivell d'analfabetisme a França per regions. Aquest mapa el va fer per il·lustrar una conferència inaugural del Conservatoire sobre l'estat de l'ensenyament primari al seu país. Durant tots aquests anys va anar estudiant cada cop més els aspectes tecnològics i econòmics de la producció, fins i tot en les seves vessants socials.
A partir de 1827 es va anar introduint cada cop més en la política. Va ser elegit senador el 1852.
Tenia el títol nobiliari de baró, atorgat pel rei Lluís XVIII el 1824.

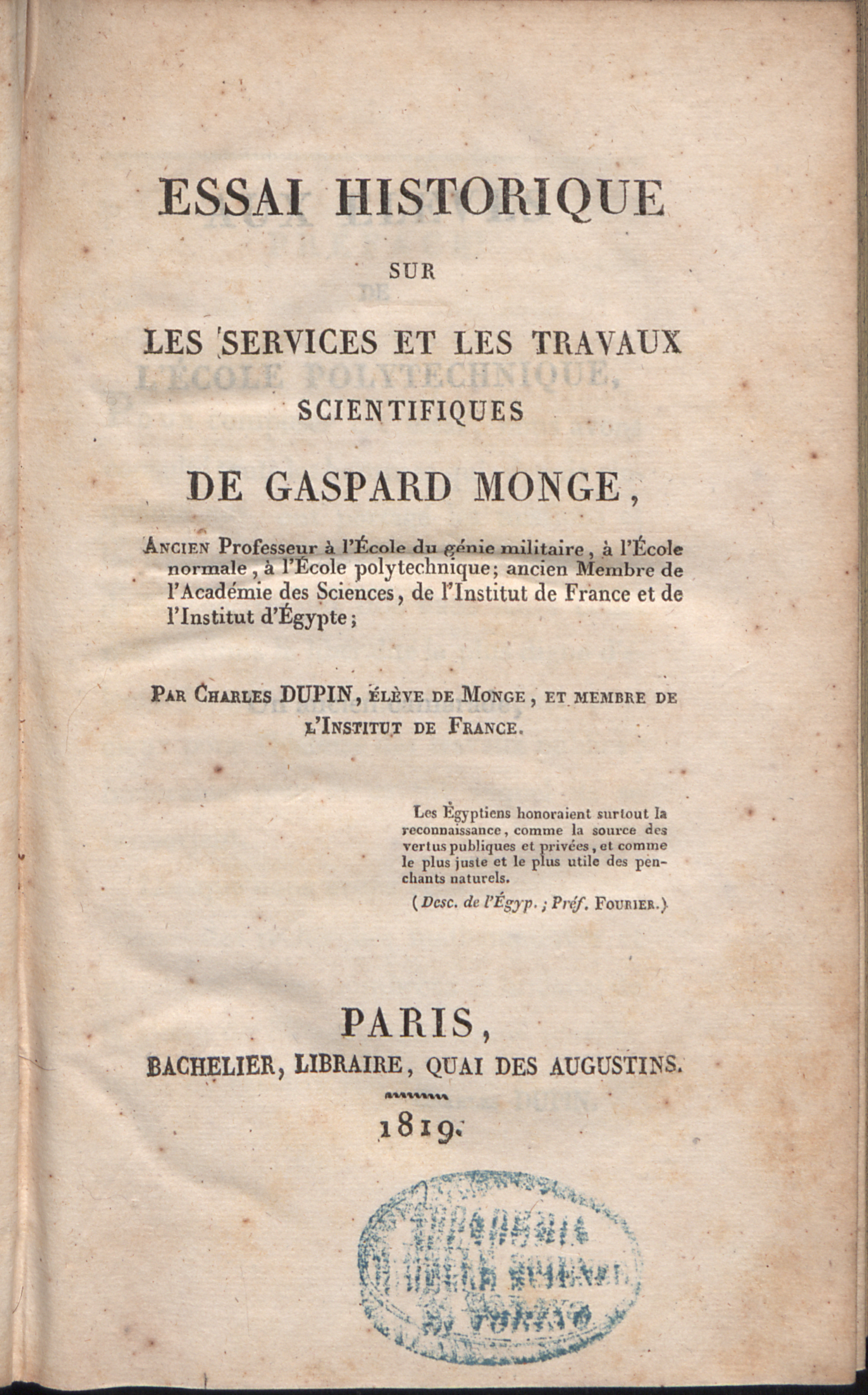
Essai historique sur les services et les travaux scientifiques de Gaspard Monge, 1819

## Obres
- Dévéloppements de géométrie pure (1813) en el que va introduir els conceptes de tangent conjugada i d'indicatriu de Dupin.
- Application de géométrie et de mécanique (1822).